# Вельке Поле
Вельке Поле (словац. Veľké Pole) — село, громада округу Жарновиця, Банськобистрицький край, центральна Словаччина, регіон Теков. Кадастрова площа громади — 35,62 км².
Населення 400 осіб (станом на 31 грудня 2017 року).

## Історія
Велька Легота вперше згадується в 1332 році.

## Населення
| Рік:            | 1994. | 2004.   | 2014.    | 2024.   |
| --------------- | ----- | ------- | -------- | ------- |
| Кількість осіб: | 476   | 467     | 385      | 417     |
| Різниця:        |       | -1,89 % | -17,55 % | +8,31 % |

| Рік:            | 2023. | 2024.   |
| --------------- | ----- | ------- |
| Кількість осіб: | 425   | 417     |
| Різниця:        |       | -1,88 % |